# My Love (CLASS:y의 노래)
〈My Love〉(마이 러브)는 걸 그룹 클라씨가 데뷔 1주년을 기념해 디지털 싱글로 발매한 팬송으로, 힘든 순간에도 클라씨의 팬덤 클리키와 함께라면 뭐든지 할 수 있다는 뜻을 담은 곡이다. 아직 발매되지 않은 클라씨의 3번째 미니 앨범에 수록될 예정이다.

## 수록곡
| #            | 제목         | 작사         | 작곡            | 편곡            | 재생 시간 |
| ------------ | ------------ | ------------ | --------------- | --------------- | --------- |
| 1.           | 〈My Love〉  | The Muze     | The Muze, Nueve | The Muze, Nueve | 3:29      |
| 총 재생 시간 | 총 재생 시간 | 총 재생 시간 | 총 재생 시간    | 총 재생 시간    | 3:29      |

## 관련 영상
| 연도 | 날짜    | 영상                              |
| ---- | ------- | --------------------------------- |
| 2023 | 5월 5일 | 〈My Love〉뮤직 클립              |
| 2023 | 7월 7일 | 딩고뮤직 라이징보이스 〈My Love〉 |

## 클라씨 멤버들의 반응
- 리원: 가사가 좋아서 행복하게 녹음했고, 후렴이 특히 좋다고 했다.[3]

- 지민: 매우 감동적이고 가사가 예쁜 노래이며 형서 파트인 '따뜻함 영원히 기억될 수 있게' 부분이 아주 와닿았다고 했다.[4]

- 보은: 〈My Love〉처럼 잔잔한 노래를 해보고 싶었고, 클리키에게 해주고 싶은 말이 들어있어서 이 노래에 애정이 간다고 했다.[5]

- 선유: 후렴 부분 음이 매우 낮기 때문에 녹음이 잘 안돼서 걱정했는데, 수정 녹음할 때 감기에 걸려 목이 안좋아져서 녹음할 수 있었다고 했다.[6]

| 클라씨의 음반 |                           |                     |
| 일본 싱글 2집 | 2번째 디지털 싱글 My Love | 3번째 디지털 싱글   |
| TARGET        | 2번째 디지털 싱글 My Love | Crack-Crack-Crackle |
|               |                           |                     |
|               |                           |                     |